# Alvorada do Gurguéia
Alvorada do Gurguéia is een gemeente in de Braziliaanse deelstaat Piauí. De gemeente telt 5.209 inwoners (schatting 2009).